# Brzeźnica (powiat wadowicki)
Brzeźnica – wieś w Polsce położona w województwie małopolskim, w powiecie wadowickim, w gminie Brzeźnica.

## Położenie
Wieś najduje się w mezoregionie Dolina Górnej Wisły. Przez miejscowość przepływa potok Brodawka i Kanał Łączański. Miejscowość jest siedzibą gminy Brzeźnica. Przez wieś przebiega droga krajowa nr 44.
| SIMC    | Nazwa      | Rodzaj     |
| ------- | ---------- | ---------- |
| 0047378 | Dębina     | przysiółek |
| 0047384 | Gradowić   | część wsi  |
| 0047390 | Kopań      | część wsi  |
| 0047415 | Pasieka    | przysiółek |
| 0047421 | Podlesie   | część wsi  |
| 0047438 | Potok      | część wsi  |
| 0047444 | Resztówka  | część wsi  |
| 0047450 | Zajeziorze | przysiółek |

## Historia
- Już w XIV w. istniała tutaj komora celna książąt oświęcimskich, a wieś dzieliła się na: Brzeźnicę Malowaną i Brzeźnicę Radwańską.
- W 1440 r. wieś należała do Pakosza h.Radwan; w 1502 r. do Michała Palczowskiego h. Szaszor, a w 1529 r. do Jakuba Palczowskiego.
- W XVIII w. Brzeźnica należała do Mikołaja Radeckiego i rodziny Czartoryskich, a w XIX w. do Brandysów.
- Do 1876 r. właścicielem wsi był Adam Gorczyński, pisarz romantyczny i malarz, potem jego syn Bronisław Gorczyński. Po śmierci ojca Bronisław porzucił on karierę sędziowską[8] i osiadł w rodzinnym majątku obejmującym Brzeźnicę Radwańską[9], Malowaną i Marcyporębę. Wg autora nekrologu kontynuując zamierzenia ojca zorganizował w 1876 r. szkołę w Brzeźnicy[8]. Początkowo mieściła się ona w skromnym budynku drewnianym, potem w jego miejscu powstał okazały budynek murowany, przy wsparciu materialnym dziedzica wsi. Opiekował on się szkołą jako przewodniczący Rady szkolnej miejscowej.

W latach 1954–1972 wieś należała i była siedzibą władz gromady Brzeźnica. W latach 1975–1998 miejscowość należała administracyjnie do województwa bielskiego.

## Zabytki
Obiekt wpisany do rejestru zabytków nieruchomych województwa małopolskiego.
- Dwór oraz park dworski.

## Galeria zdjęć

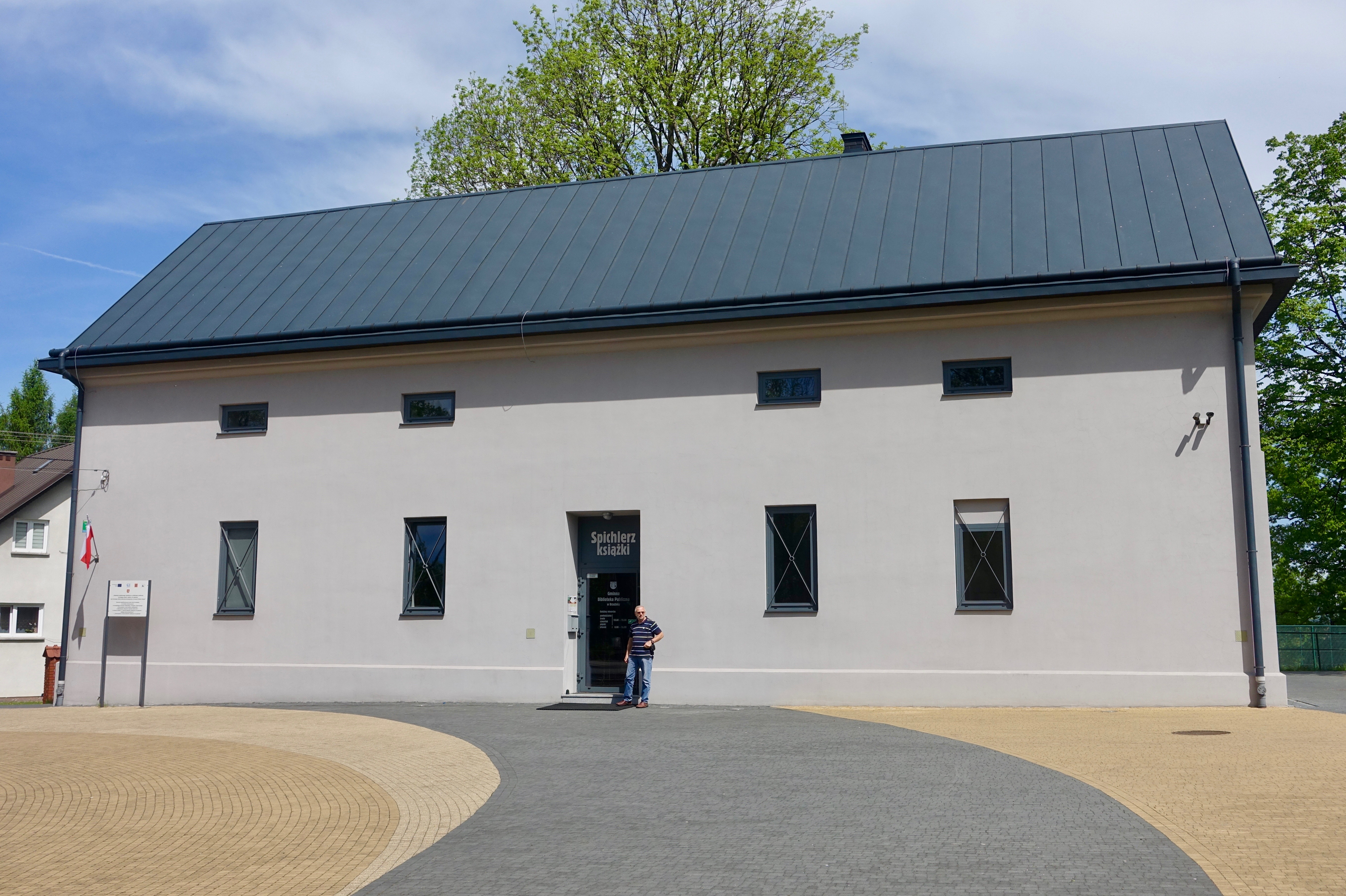
Dawny spichlerz dworski Gorczyńskich
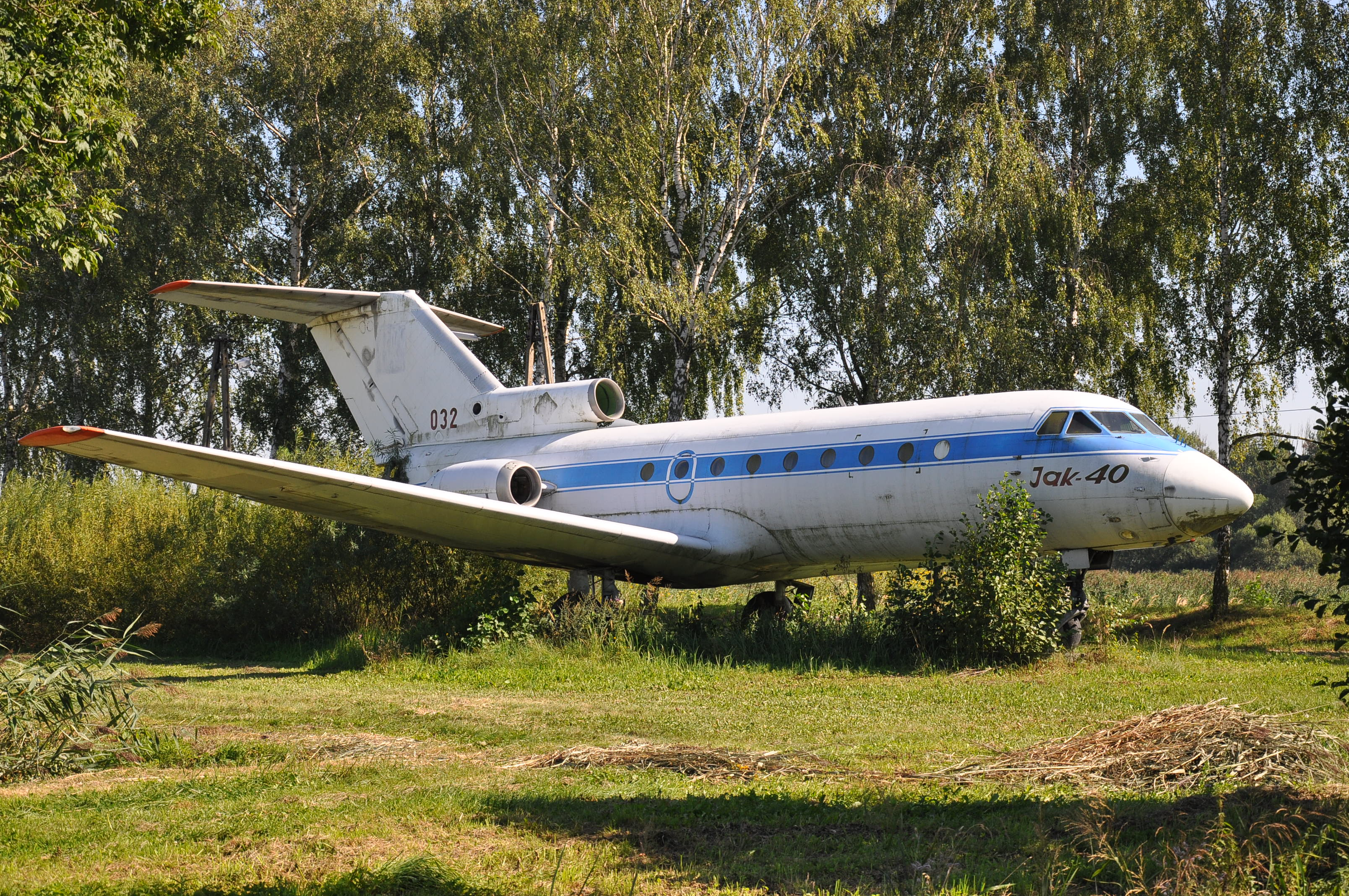
Samolot Jak 40 przy drodze z promu w Brzeźnicy
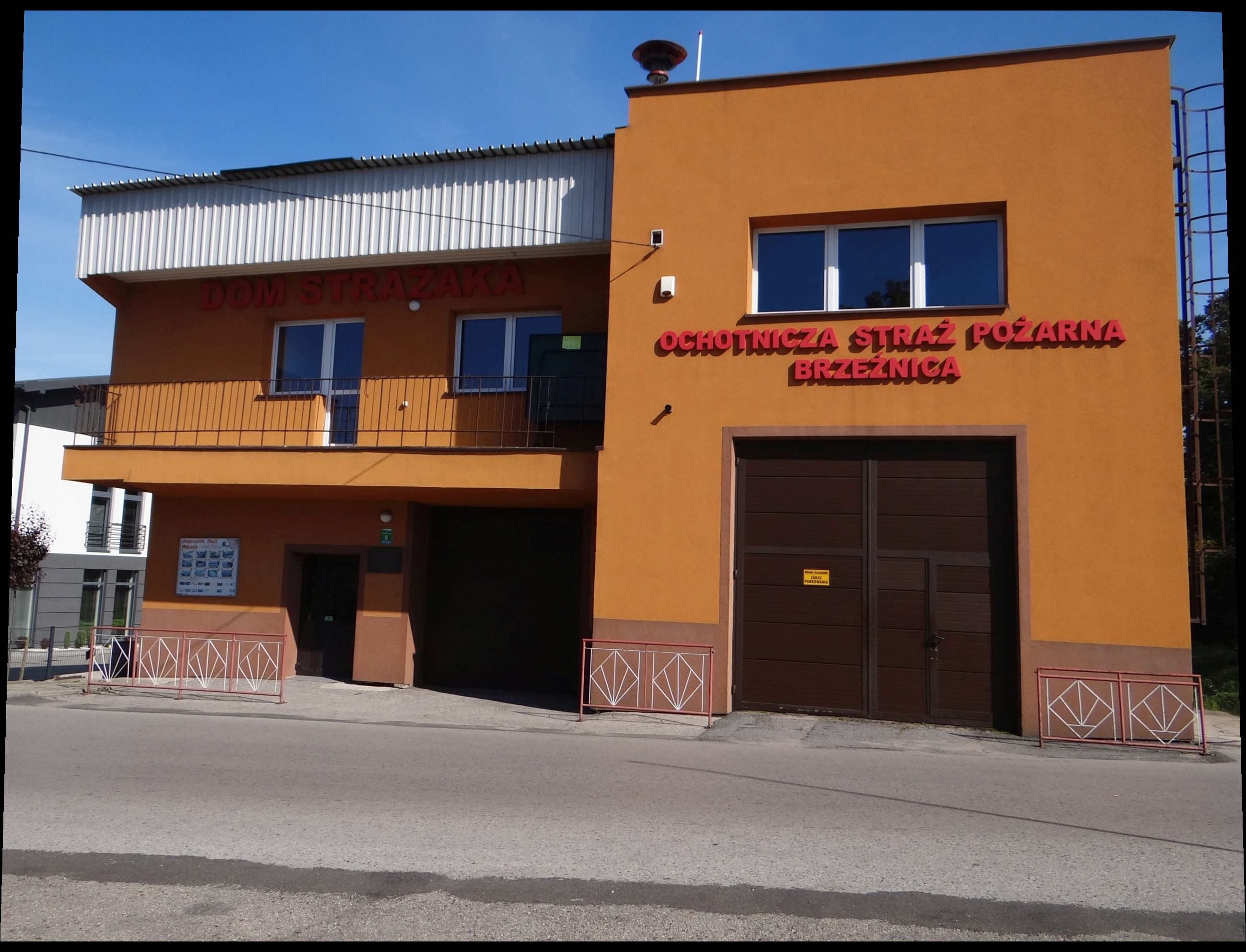
Remiza OSP
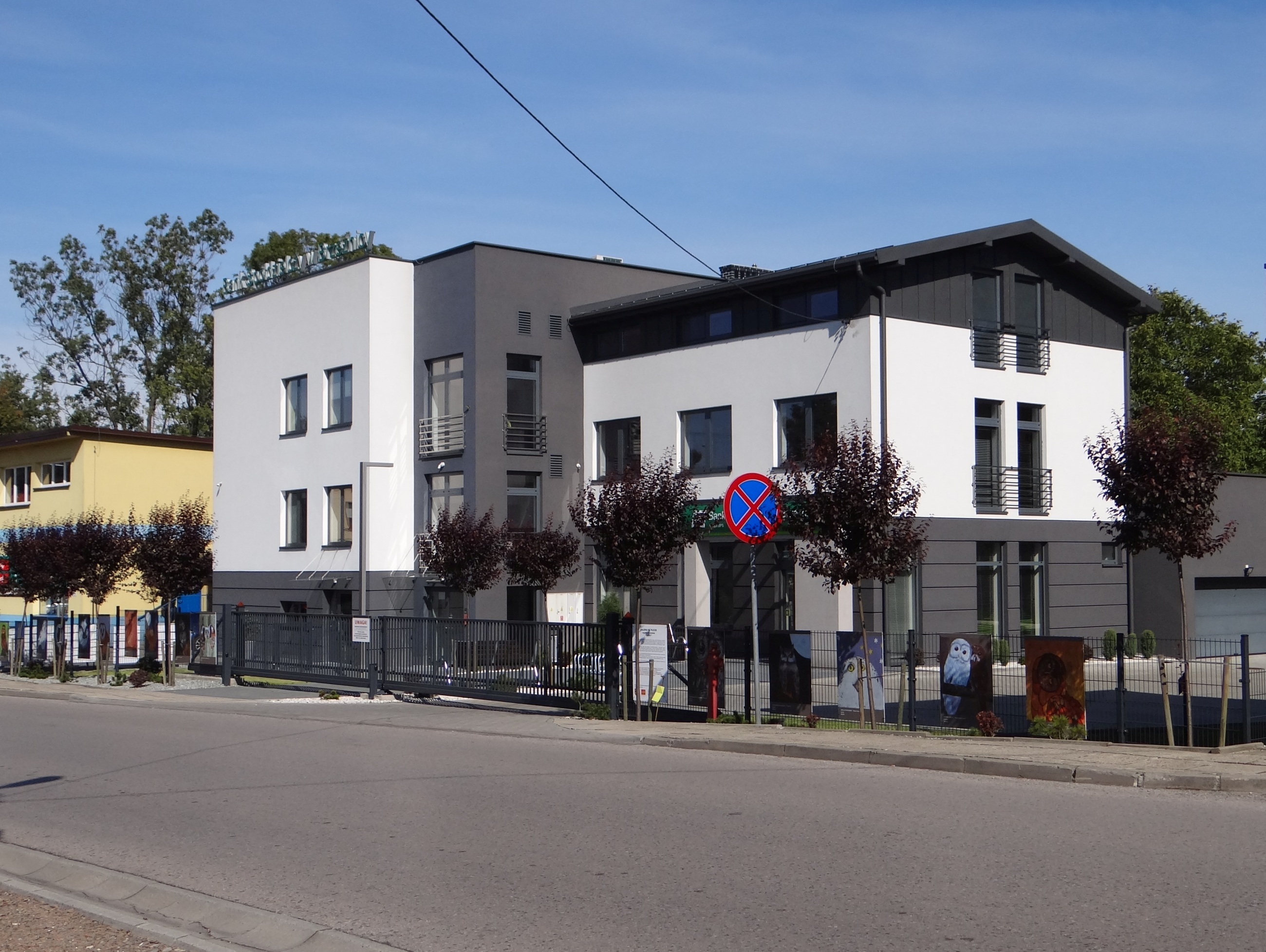
Fragment miejscowości
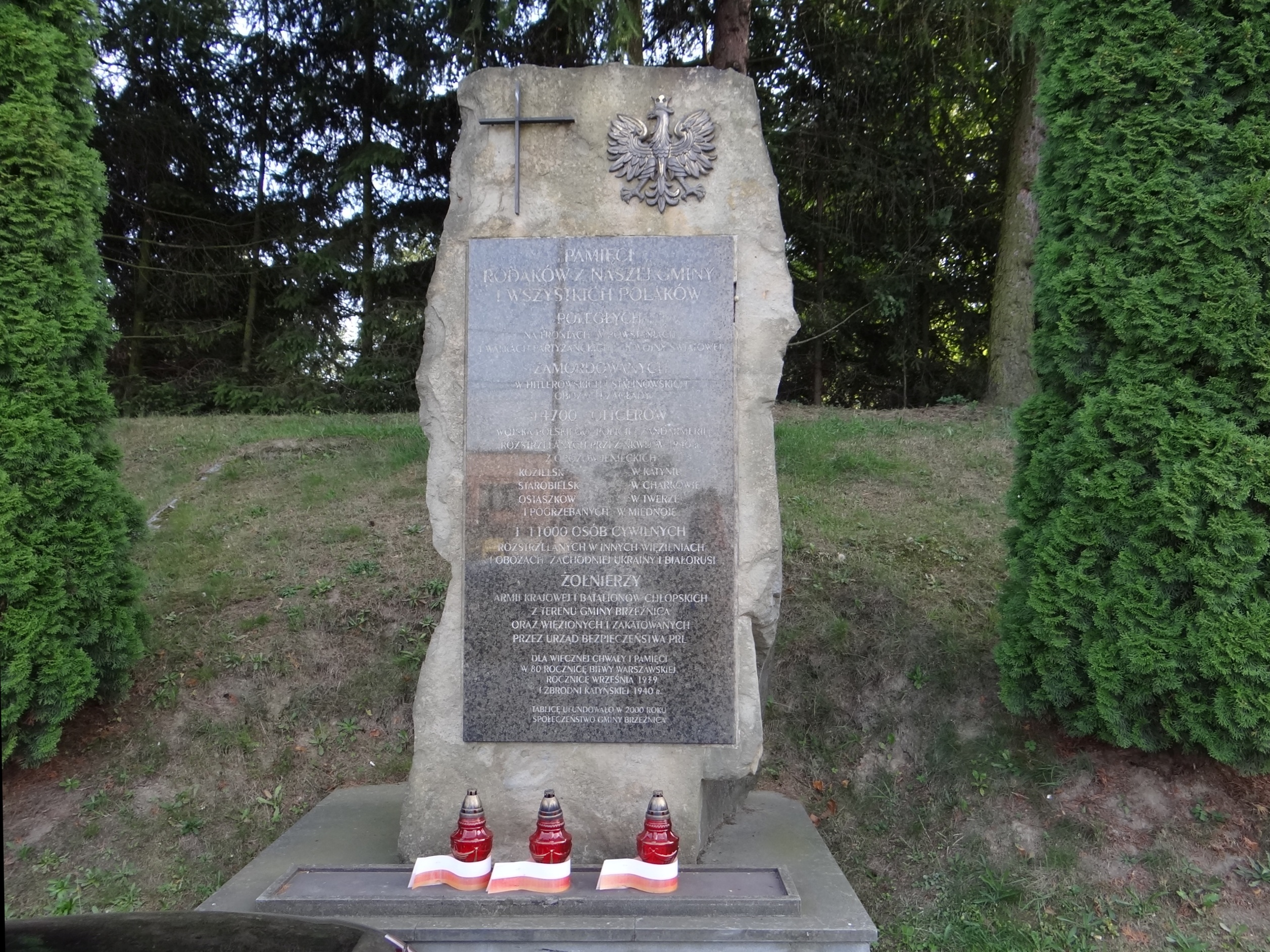
Pomnik